# Körsbärsskorv
Körsbärsskorv, Venturia cerasi är en svampart som beskrevs av Aderh. 1900. Venturia cerasi ingår i släktet Venturia och familjen Venturiaceae.  Arten är reproducerande i Sverige. Inga underarter finns listade i Catalogue of Life.
Körsbärsskorven är en parasitsvamp på körsbär, och åstadkommer fläckar på körsbären liknade de äppelskorven åstadkommer på äpplen. Körsbärsskorven orsakar sällan nämnvärd skada.